# Gerardo de Grenier
Gerardo de Grenier o di Sidone (in francese: Geraud/Gérard de Sidon; 1101 circa – tra il 1165 ed il 1171) fu Signore di Sidone dal 1123 al 1171.
Guglielmo di Tiro lo menziona nel 1124, 1146 e 1154 chiamandolo però, per ragioni sconosciute, Eustachio (II) il giovane, egli appare inoltre con il nome di Gerarado in vari atti del Regno di Gerusalemme tra il 1147 ed il 1164; ciò ha portato alcuni studiosi a suggerire che Eustachio I avesse avuto più di due figli.
Viene citato per l'ultima volta come testimone in un documento del 15 marzo 1165, ma suo figlio non compare negli atti fino al 4 febbraio 1171, nessun signore di Sidone compare in questo intervallo di tempo, successivo alla morte di Gerardo; sembra quindi possibile che Eustachio II e Gerardo siano stati due successivi signori di Sidone.

## Biografia
Era il figlio maggiore di Eustachio I (Granarius, de Grenier o d'Agrain) e di Emma di Chocques.
Alla morte del padre, avvenuta il 15 giugno 1123, ereditò la Signoria di Sidone, uno dei principali feudi del Regno di Gerusalemme.
Gerardo tolse un feudo ad uno dei suoi vassalli, contestando il suo diritto a possederlo, ma il re Amalrico I intervenne per ribaltare la situazione a favore del vassallo.
Nel 1153, nel corso dei combattimenti per la conquista di Ascalona, era al comando di una quindicina di galee della flotta cristiana che bloccava l'ingresso del porto, ma non osò attaccare la flotta egiziana che, dotata di una schiacciante superiorità numerica, riuscì a forzare il blocco ed a portare soccorso agli assediati.
È noto per aver guidato diverse squadre corsare che, per ottenere un riscatto, catturavano le navi musulmane ma, si dice, anche molte navi cristiane.
Da sua moglie Agnese di Bures, sorella di Guglielmo II di Bures, Principe di Galilea, ebbe:
- Reginaldo, (circa 1133-1202), che gli succedette come Signore di Sidone, sposò Agnese di Courtenay e poi Helvis di Ibelin, figlia di Baliano di Ibelin;

- Gualtiero, (chiamato Eustachio in Lignages d'Outremer), (1137-1145) descritto come "niente affatto intelligente e bello".